# جاتلی
جاتلی (به انگلیسی: Jatli) یک شهرک در پاکستان است که در راولپندی واقع شده‌است.